# فرانسیسکو اورلیچ بولمارسیچ
فرانسیسکو اورلیچ بولمارسیچ (انگلیسی: Francisco Orlich Bolmarcich; زاده ۱۰ مارس ۱۹۰۷ – درگذشته ۲۹ اکتبر ۱۹۶۹) سیاستمدار اهل کاستاریکا بود.